# Lake Buddha
Der Lake Buddha ist ein Gletscherrandsee in den Denton Hills an der Scott-Küste im ostantarktischen Viktorialand. Er liegt am Südrand des Joyce-Gletschers in einem Tal, das unter dem Namen Shangri-la bekannt ist.
Teilnehmer einer von 1960 bis 1961 dauernden Kampagne im Rahmen der neuseeländischen Victoria University’s Antarctic Expeditions benannten ihn in Anlehnung an besagtes Tal nach dem Religionsstifter Buddha (563 v. Chr. – 483 v. Chr.).